# Labartu
Labartu o Lamashtu (Lamaštu) (noms accadis), anomenada també Dimme (en la mitologia sumèria) era un dimoni femení en la mitologia dels pobles mesopotàmics. Era un dimoni especialment maligne i, per tant, molt temut.

## Aspecte
Se'l representava amb cos pelut, cap de lleona (a vegades d'ocell) amb orelles dents d'ase, llargs dits amb ungles també llargues, i potes d'ocell amb urpes esmolades. Amb freqüència es mostra muntant un ase i alletant un gos amb el pit dret i un porc (a vegades, un altre gos) amb l'esquerre, mentre sosté serps (bicèfales segons algunes fonts) a ambdues mans.

## Característiques
S'alimentava de nens lactants, que raptava mentre dormien ses mares per menjar-se la seva carn i ossos i beure'n la sang. També era responsable dels avortaments, que provocava tocant set vegades el ventre de la mare gestant, i de la mort sobtada dels nens al bressol. Les mares i els homes adults també eren víctimes potencials que devorava.
Era filla del déu An, i molt poderosa també per dret propi. L'únic ser capaç d'actuar contra ella era Pazuzu, el seu consort. Era per això es col·locaven amulets amb la imatge de Pazuzu.